# Giáo hoàng Ađrianô V
Ađrianô V (Latinh: Adrianus V) là vị giáo hoàng thứ 186 của giáo hội công giáo.
Theo niên giám tòa thánh năm 1806 thì ngài đắc cử Giáo hoàng năm 1276 và ở ngôi Giáo hoàng trong 38 ngày. Niên giám tòa thánh năm 2003 xác định ông đắc cử Giáo hoàng ngày 11 tháng 7 năm 1276 và ngày kết thúc triều đại của ông là ngày 18 tháng 8 năm 1276.
Giáo hoàng Adrianus V sinh tại Genoa với tên thật là Ottobono Fieschi vào khoảng năm 1205. Ông đã ổn định luật Giáo hội. Triều Giáo hoàng của ngài quá ngắn ngủi chỉ kéo dài 39 ngày đến độ ông chưa kịp đăng quang, bởi vì lễ đăng quang bị hoãn lại để ông đi chữa bệnh ở Viterbo